# 绍约瓦莫什
绍约瓦莫什，是匈牙利包尔绍德-奥包乌伊-曾普伦州所辖的一个村。总面积31.22平方公里，总人口2227，人口密度71.3人/平方公里（2011年1月1日）。